# Lee Konitz
 (novembre 2017).
Si vous disposez d'ouvrages ou d'articles de référence ou si vous connaissez des sites web de qualité traitant du thème abordé ici, merci de compléter l'article en donnant les références utiles à sa vérifiabilité et en les liant à la section « Notes et références ».
Lee Konitz, né Leon Konitz le 13 octobre 1927 à Chicago (Illinois) et mort le 15 avril 2020 dans le quartier new-yorkais de Greenwich Village, est un saxophoniste de jazz américain.
Konitz est le plus fameux disciple du pianiste Lennie Tristano et un des très rares saxophonistes alto de sa génération à ne pas avoir été influencé par Charlie Parker,,,.

## Notice biographique

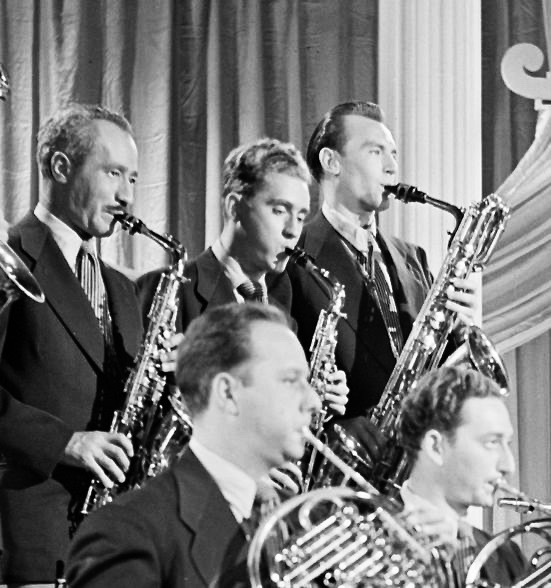
Lee Konitz making of Beautiful Doll, New York, N.Y., ca. Sept. 1947

### Jeunesse
Né dans une famille juive ashkénaze originaire d'Europe de l’Est, d’un père autrichien et d’une mère russe tous deux parlant le yiddish, Lee Konitz étudie la clarinette et le ténor. Dès ses seize ans, il joue de l'alto dans l'orchestre de Jerry Wald.

## Cool jazz
Au milieu des années 1940, Lee Konitz rencontre Lennie Tristano, avec lequel il étudie. Il joue entre 1946 et 1947 avec Claude Thornhill, avec qui il enregistre ses premiers disques, et qui lui permet de rencontrer Gerry Mulligan, saxophoniste et compositeur, et Gil Evans, alors arrangeur. Ce dernier lui permet d'intégrer le nonet de Miles Davis, avec lequel il enregistre le célèbre album Birth of the cool (1949 -1950). Cet enregistrement marque un tournant dans sa carrière. Il est dès lors considéré comme l'un des chefs de file du cool jazz. En parallèle, il enregistre avec Lennie Tristano Intuition aux côtés du ténor Warne Marsh avec qui il met au point une technique de contre-chant (contre-point) qui n'a jamais trouvé son équivalent dans le jazz[réf. souhaitée]. 
De 1952 à 1954, Lee Konitz joue dans l'orchestre de Stan Kenton, avant de fonder son propre quartette. Il retrouve alors les musiciens avec lesquels il a joué avec Lennie Tristano : Warne Marsh, Billy Bauer et Sal Mosca.

### Années 1960
En 1961, Lee Konitz enregistre l'album Motion avec Elvin Jones à la batterie et Sonny Dallas à la basse. Ces standards du jazz réinterprétés sur le mode Cool, constituent aujourd'hui encore une référence du genre[réf. souhaitée]. Au cours des années 1960, il enseigne et s'intéresse à la flûte et au saxophone électrifié. Il enregistre de nombreux albums en duo, formule qui deviendra presque sa marque de fabrique, notamment avec Sal Mosca, Jimmy Giuffre, Michel Petrucciani, Martial Solal...

### Années 1970
En 1972, Lee Konitz joue aux côtés de Charles Mingus à Town Hall. Il enregistre un disque avec Warne Marsh et Bill Evans. Il joue également avec Dave Brubeck, Anthony Braxton, Andrew Hill, Paul Bley entre autres. En 1977, il enregistre un album au ténor, Tenorlee (en).

### Années 1980

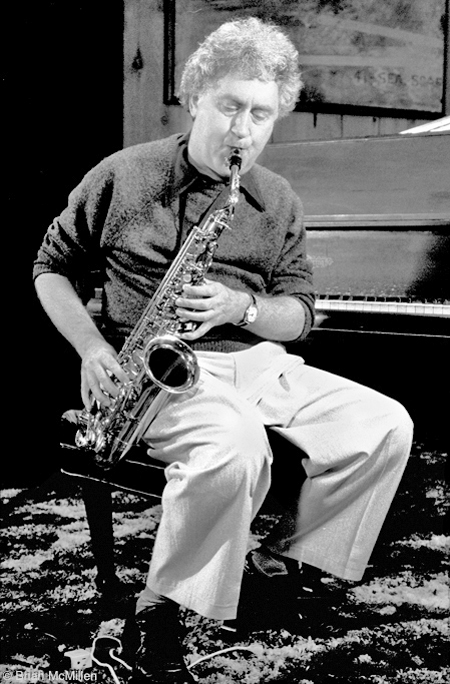
Lee Konitz en 1985.

En France, Lee Konitz joue avec l'accordéoniste Francis Varis et le groupe Cordes et lames du guitariste Dominique Cravic. Il joue avec Chick Corea au sein de l'Église de Scientologiedont il fait alors partie.
En 1988 est présenté au Festival de Cannes un documentaire qui lui est consacré, Portrait Of The Artist As A Saxophonist, de Robert Daudelin. La même année, il participe à un concert hommage à Gil Evans à la Saint Peter Church (New York) au sein d'un nonette monté par Gerry Mulligan.

### Années 1990
En 1992, Lee Konitz reçoit le Prix Jazzpar à Copenhague.

### Années 2020
Il meurt de la maladie du coronavirus le 15 avril 2020.

## Style
Cherchant dès ses débuts à se démarquer du bebop et de l'influence de Charlie Parker, Lee Konitz est en avance sur les avant-gardes des années 1960.
Son style n'a cessé d'évoluer : à ses débuts plutôt tourné vers une forme de pureté abstraite, il a évolué vers un jeu plus chargé en émotion et en sensualité. Son son, très pur lors de sa période cool jazz, a petit à petit pris plus de grain.
À plus de 80 ans, toujours aussi imprévisible et novateur, il reste une référence et un maître. Une phrase le définit totalement[réf. souhaitée] : « Quand je commence un chorus et que je m'aperçois que j'ai déjà joué cela je m'arrête tout de suite ». Doté d'une sonorité fluide, diaphane et aérée, il se démarque totalement des autres altistes « parkériens » comme Julian "Cannonball" Adderley ou Phil Woods. Il a notamment influencé Art Pepper et Paul Desmond.[réf. nécessaire]

## Récompenses
- Prix Jazzpar — Copenhague, Danemark, en 1992. (N.B.: La plus prestigieuse récompense européenne en matière de jazz, précédemment attribuée à Muhal Richard Abrams, David Murray, puis à Jim Hall, Geri Allen, Tony Coe…)
- National Endowment for the Arts - NEA Jazz Master : nomination et récompensé en qualité de Jazz Master en 2009[12] (N.B. : la plus prestigieuse récompense de la nation américaine en matière de jazz).

## Discographie
Lee Konitz a enregistré plus d'une centaine de disques, en solo (Lone-Lee (en), 1974), en duo (avec Martial Solal ou Red Mitchell), en trio (Oleo (en), 1975) ou avec des formations plus étendues.